# André Silva (football, 1980)
Pour les articles homonymes, voir André Silva (homonymie) et Silva.
André Silva est un footballeur brésilien né le 9 avril 1980 à Tarumã. Il évoluait au poste de milieu défensif.

## Biographie
André Silva joue au Brésil, en Turquie et au Japon.
Il dispute 28 matchs en première division brésilienne, et 45 matchs en première division turque.